# Faktor relativne biološke učinkovitosti
Fáktor rêlativne biolóške učinkovítosti (oznaka Q ali RBU) je korekcijski faktor, s katerim je treba pomnožiti absorbirano dozo za enake sevalne poškodbe na tkivu. Zaradi različne specifične ionizacije različnih vrst ionizirajočega sevanja nastane pri prehodu delcev z veliko specifično ionizacijo (npr. delci α) na kratki razdalji velika koncentracija za organizem škodljivih ionov in prostih radikalov, pri delcih z nizko specifično ionizacijo (npr. žarki γ) pa se sevalne poškodbe porazdelijo po večjem prostoru.
Po dogovoru imajo rentgenski žarki z energijo 200 keV faktor Q enak 1. Približno enak faktor velja tudi za prehod elektronov skozi tkivo, za protone velja približno Q = 2, za nevtrone 2–10 (termični nevtroni 3, nevtroni z energijo 0,5 MeV 10), za delce α pa 10–20.
Natančneje podaja zvezo med specifično ionizacijo in faktorjem relativne biološke učinkovitosti spodnja tabela. Pri nizkih vrednostih specifične ionizacije je zveza približno linearna, nad 175 keV/μm pa nastopi zasičenje.
| LET (keV/μm) | Q  |
| 3,5 in manj  | 1  |
| 7            | 2  |
| 23           | 5  |
| 53           | 10 |
| 175 in več   | 20 |